# Gruppo dei quaternioni
In matematica, e specialmente in teoria dei gruppi, il gruppo dei quaternioni (spesso indicato con {\displaystyle Q_{8}}) è il gruppo formato dagli otto elementi {1, -1, i, -i, j, -j, k, -k} caratteristici del corpo dei quaternioni. Essi sono legati dalle relazioni
{\displaystyle i^{2}=j^{2}=k^{2}=-1}
{\displaystyle ij=k,~ji=-k}
{\displaystyle ik=-j,~ki=j}
{\displaystyle jk=i,~kj=-i}
È ovviamente non abeliano e generato da due elementi distinti presi tra i, j e k; inoltre è il più piccolo gruppo non abeliano in cui tutti i sottogruppi sono normali (un gruppo di questo tipo è detto hamiltoniano), e il più piccolo gruppo non abeliano il cui ordine è la potenza di un primo. È anche il secondo gruppo non abeliano più piccolo (quello col minor numero di elementi è il gruppo simmetrico {\displaystyle S_{3}}, con 6 elementi).
Tutti i suoi sottogruppi (diversi dal solo elemento neutro) si intersecano in modo non banale nel sottogruppo {1, -1}, che è anche il centro del gruppo. Questo implica che {\displaystyle Q_{8}} non è né un prodotto diretto né un prodotto semidiretto di gruppi più piccoli.
Il gruppo degli automorfismi di {\displaystyle Q_{8}} è il gruppo simmetrico {\displaystyle S_{4}}, mentre quello degli automorfismi interni è il gruppo di Klein.

## Rappresentazione mediante matrici
Il gruppo dei quaternioni può anche essere visto come un sottogruppo di {\displaystyle \mathrm {GL} _{2}(\mathbb {C} )} (cioè della matrici invertibili a valori complessi) tramite l'isomorfismo
{\displaystyle i\mapsto {\begin{pmatrix}i&0\\0&-i\end{pmatrix}},\qquad j\mapsto {\begin{pmatrix}0&1\\-1&0\end{pmatrix}},\qquad k\mapsto {\begin{pmatrix}0&i\\i&0\end{pmatrix}}}